# Фантомска нит
Фантомска нит (енгл. Phantom Thread) је амерички историјски драма филм из 2017. године редитеља и сценаристе Пола Томаса Андерсона.  Продуценти филма су Пол Томас Андерсон, Меган Елисон, Џоен Селар и Даниел Лупи. Музику је компоновао Џони Гринвуд.
Глумачку екипу чине Данијел Деј-Луис, Лесли Манвил, Вики Крипс, Ричард Грејам и Камила Рутерфорд. Светска премијера филма је била одржана 25. децембра 2017. у Сједињеним Америчким Државама. Буџет филма је износио 35 000 000 долара, а зарада од филма је 47 300 000 долара.
Прослављени енглески глумац Данијел Деј-Луис најавио је да ће након филма Фантомска нит отићи у пензију.
Филм је добио двије номинације за Златни глобус, за најбољег главног глумца у играном филму (драма) (Деј-Луис) и за најбољу оригиналну музику.
Такође је добио четири номинација за БАФТА награду укључујући награде за најбољег глумца у главној улози (Деј-Луис) и најбољу глумицу у споредној улози (Лесли Манвил). 
23. јануара 2018. године филм је добио номинације за шест награда Оскар укључујући награде за најбољи филм, најбољег режисера (Пол Томас Андерсон), најбољег глумца у главној улози (Деј-Луис) и најбољу глумицу у споредној улози (Лесли Манвил).

## Радња
Смештени у педесетим годинама 20. века, у гламурозном послератном Лондону, реномирани кројач и модни креатор Рејнолдс Вудкок (Данијел Деј-Луис) и његова сестра Сирил Вудкок (Лесли Манвил) су у жижи високе моде и праве одела за краљевску породицу, филмске звезде и хаљине за имућне даме, са посебним и препознатљивим стилом „Вудкок модне куће“.
Многе жене пролазе кроз живот Рејнолдса Вудкока, пружајући овом нежењи друштво и инспирацију, све док не упозна младу девојку јаке воље, Алму (Вики Крипс), која убрзо постаје саставни део његовог живота, као муза и љубавница. Схватиће да је одједном, његов испланиран и контролисан живот који је био пажљиво скројен, сада уздрмала љубав.
У свом осмом остварењу Пол Томас Андерсон (Манголија, Биће крви, Мастер) слика портрет једног уметника на свом креативном путовању и жене која окреће његов свет.

## Улоге
| Глумац           | Улога           |
| ---------------- | --------------- |
| Данијел Деј-Луис | Рејнолдс Вудкок |
| Лесли Манвил     | Сирил Вудкок    |
| Вики Крипс       | Алма            |
| Ричард Грејам    | Џорџ Рајли      |
| Камила Рутерфорд | Џоен            |